# Canal Danubi-Mar Negra
El canal Danubi-Mar Negra (en romanès: Canalul Dunăre–Marea Neagră) és un canal navegable de Romania, que va des de Cernavodă al riu Danubi, per dos ramals, fins a Constanța i Năvodari al mar Negre. Administrat des d'Agigea, és una part important de l'enllaç fluvial entre el mar del Nord i el mar Negre a través del canal Rin-Main-Danubi. El ramal principal del canal, amb una longitud de 64.4 km (40.0 mi), que connecta el port de Cernavodă amb el port de Constanța, es va construir entre 1976 i 1984, mentre que la branca nord, coneguda com el canal Poarta Albă–Midia Năvodari, amb una longitud de 31,2 km, que connecta Poarta Albă i el Port de Midia, es va construir entre 1983 i 1987.
Tot i que la idea de construir un canal navegable entre el Danubi i el mar Negre és antiga, el primer intent concret es va fer entre 1949-1953, quan les autoritats comunistes de l'època van aprofitar aquesta oportunitat per eliminar els opositors polítics, de manera que el canal va esdevenir notori com a el lloc dels camps de treball, quan en un moment donat, entre 5.000 i 20.000 detinguts, la majoria presos polítics, treballaven a la seva excavació. Es desconeix el nombre total de presos utilitzats com a mà d'obra durant aquest període, amb el nombre total de morts estimat en diversos milers. Les obres de construcció del canal Danubi-Mar Negre s'havien de reprendre 20 anys més tard, en diferents condicions.

## Geografia
El curs del canal segueix majoritàriament el curs de l'antic riu Carasu, originàriament un afluent del Danubi. Per tant, hidrogràficament també té la funció de transportar l'escorrentia d'uns 1.031 km² de conca de drenatge al mar Negre.
La branca principal s'estén des de Cernavodă al Danubi fins a Poarta Albă. En aquesta abast que va prop o a través dels assentaments de Cernavodă, Saligny, Mircea Vodă, Medgidia, Castelu i Poarta Alba. En aquest tram, el canal s'uneix a la riba nord per afluents (d'oest a est): Valea Cișmelei, Valea Plantației, Agi Cabul, Castelu i Nisipari. A la riba sud s'hi uneixen els afluents (d'oest a est) Popa Nica i Medgidia.
A Poarta Albă el canal es bifurca en dos ramals. El canal principal va cap al sud, cap al Port de Constanța Sud Agigea. Passa prop dels assentaments de Murfatlar, Cumpăna i Agigea. En el seu abast s'uneix a la riba nord-est pels afluents Valea Seacă i Lazu i a la riba sud-oest pel Siminoc, Șerplea, Potârnichea i Agigea.
La branca nord, el canal Poarta Albă–Midia Năvodari, va cap al port de Midia. Passa prop de Nazarcea, Lumina, Ovidiu i Năvodari. Al seu abast s'hi uneixen els afluents Cocoș, Nazarcea i Valea Adâncă.

### Motivació
Els motius principals de la construcció del canal van ser eludir el delta del Danubi que és difícil de navegar, escurçar la distància al mar Negre i diverses qüestions relacionades amb la càrrega i descàrrega de vaixells.
En el seu delta, el Danubi es divideix en tres branques principals, cap de les quals és adequada per a una navegació òptima: la branca de Xilia és la més profunda, però les seves desembocadures no eren estables, la qual cosa feia perillar la navegació; la branca de Sulina no és prou profunda per als vaixells marítims i també estava aïllada del sistema ferroviari; la branca de Sfântu Gheorghe és poc profunda i sinuosa.
En el moment en què es va prendre la decisió de construir el canal, es va anunciar oficialment que aquestes obres també tindrien una finalitat secundària, la de la recuperació de terres, amb el drenatge dels aiguamolls de la zona. També durant el període de construcció, el canal Danubi-Mar Negre es va anunciar com una connexió ràpida i directa entre el canal soviètic Volga-Don i l'Europa central.

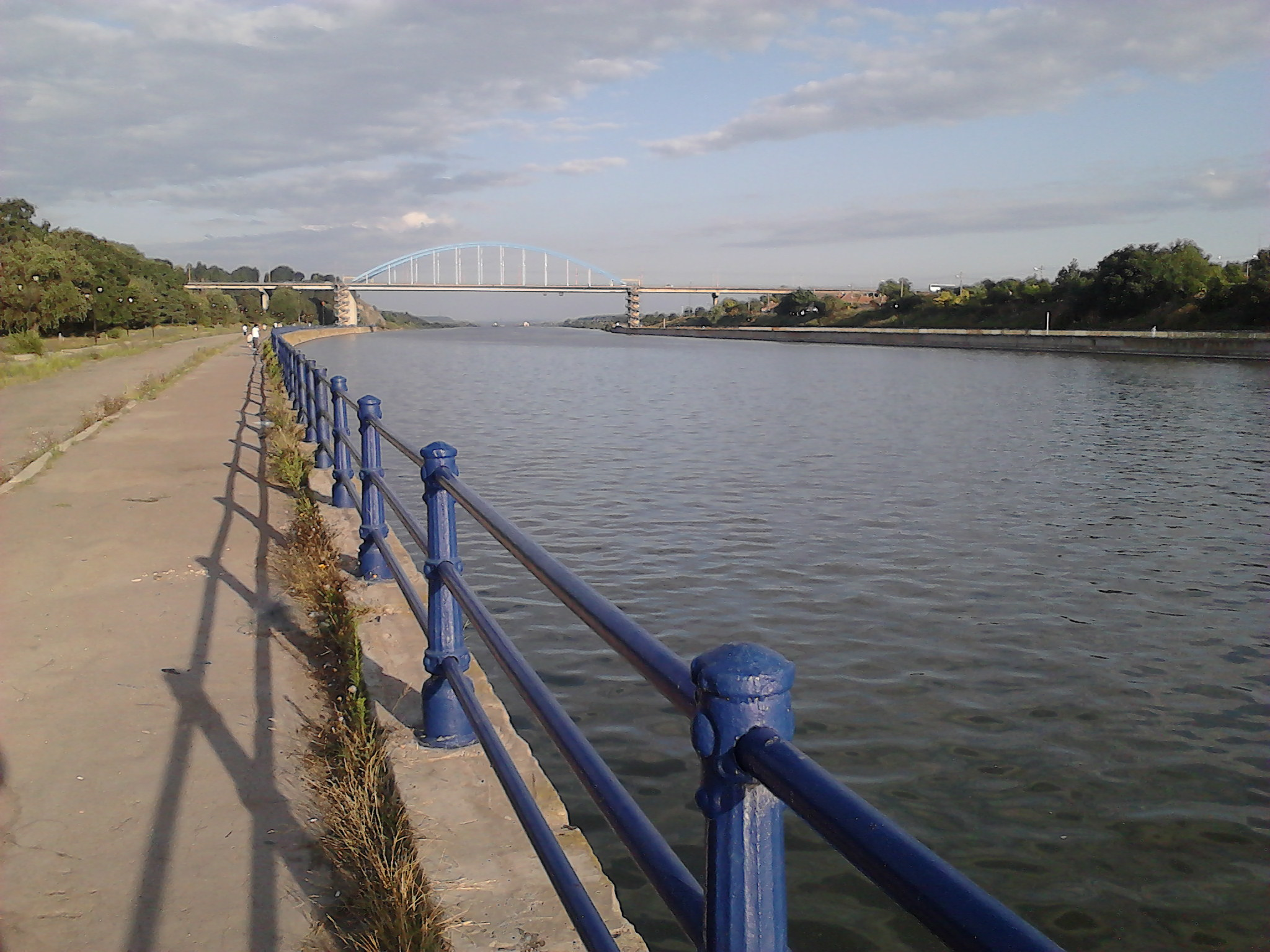
El canal de Medgidia

El 64.4 km (40.0 mi) ramal principal redueix la distància amb vaixell des de Constanța fins a Cernavodă uns aprox. 400 km. Té una amplada de 90–150 m i una profunditat de 7 m ; el braç nord té una longitud de 31,2 km, amplada de 50–75 m i una profunditat de 5,5 m. El radi de les seves corbes més pronunciades és de 3 km per a la branca principal, i 1,2 km, per a la branca nord.
La via fluvial passa per les poblacions de Medgidia i Murfatlar, totes dues convertides en ports interiors. Va ser dissenyat per facilitar el trànsit de combois que comprenen fins a sis barcasses remolcades, de fins a 3.000 de tonatge cadascuna (respectivament, un total de 18.000 de tonatge), 296 m de llargada i 22,8 m ample (vaixells de fins a 5.000 de tonatge, fins a 138 m i amb fins a 16,8 m en biga i 5,5 m en calat també pot passar pel canal). L'estructura està limitada per quatre panys (a Cernavodă i Agigea, i a Ovidiu i Năvodari, respectivament).
En la seva fase final, el canal va trigar més de nou anys a construir-se; 381.000.000 m3 de sòl es van excavar (més gran que la quantitat implicada en la construcció dels canals de Panamà i Suez i 5.000.000 m3 de formigó es van utilitzar per als panys i els murs de suport.

## Història

### Precedents

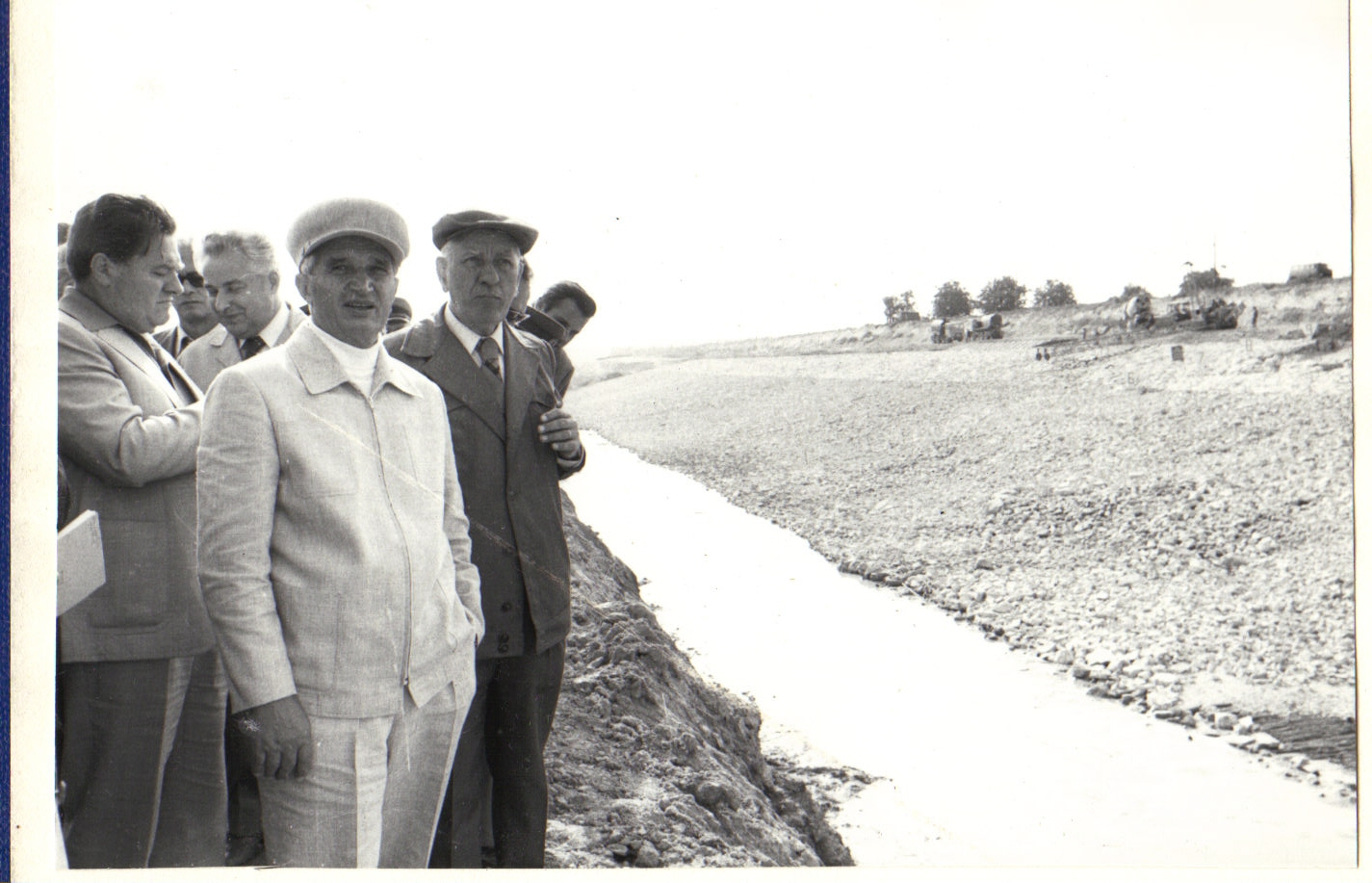
Ceaușescu (primer pla) visitant el lloc de construcció del canal, estiu de 1979

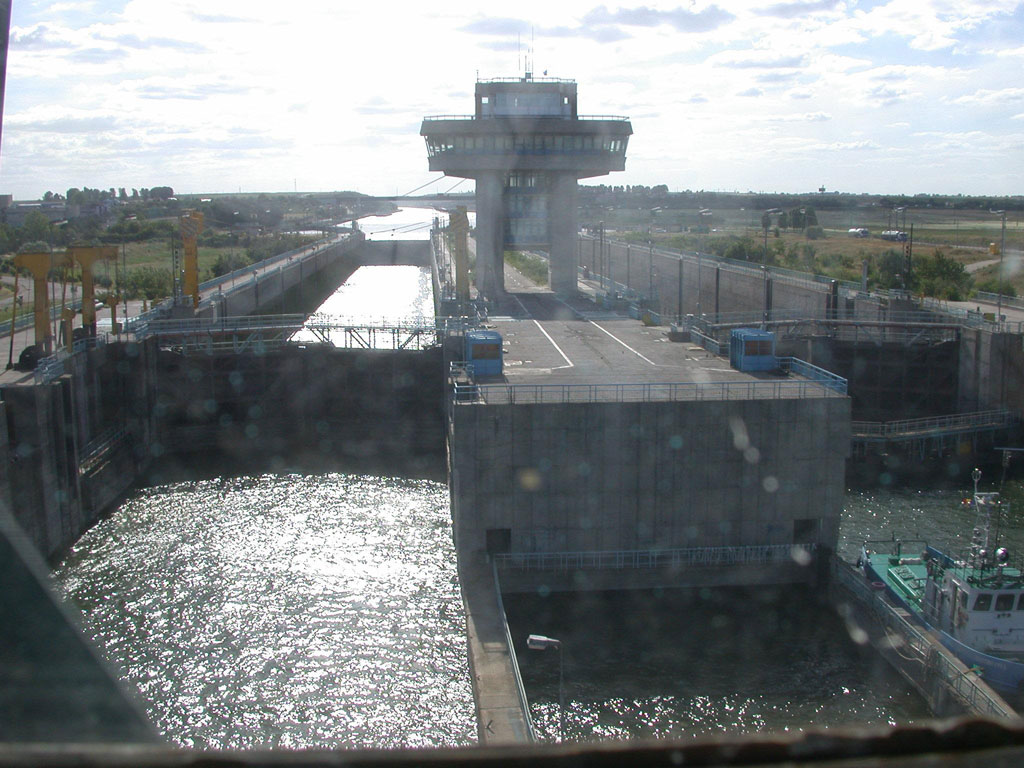
La resclosa d'Agigea al Canal

Els primers plans per construir aquest canal es van dibuixar a finals de la dècada de 1830. El Tractat d'Adrianòpolis (14 de setembre de 1829) va cancel·lar el monopoli comercial de l'Imperi Otomà als principats danubians de Valàquia i Moldàvia, permetent a aquests països construir les seves pròpies flotes el 1834. Tant els vaixells romanesos com els no romanesos van utilitzar principalment les ciutats portuàries del Danubi de Brăila i Galați, que van veure un auge econòmic. Però hi havia una sèrie de barreres a aquest comerç: els otomans controlaven el règim de navegació al Danubi, mentre que l'Imperi Rus controlava l'accés al mar Negre al delta del Danubi, i els Principats Danubians podien fer poc per rectificar aquesta situació. Tots dos països van acollir amb satisfacció la decisió de l'Imperi Austríac de 1834, avalada pel comte István Széchenyi, d'estendre la navegació en vaixell de vapor fins al Danubi marítim. La iniciativa austríaca va ser rebuda desagradablement pels russos, que consideraven que el seu comerç a través d'Odessa i els ports de Crimea estava amenaçat pel desenvolupament de Brăila i Galați. Sense resoldre mesures directes, l'Imperi Rus, que controlava la branca de Sulina, va començar a mostrar rigidesa, instituint el 7 de febrer de 1836, una quarantena obligatòria a l'illa de Letea, recaptant impostos per cobrir el dèficit financer rus, i en no realitzar manteniment per a la navegació al ramal de Sulina per eliminar els dipòsits continus de sorra.
Això va donar als austríacs la idea d'excavar un canal per connectar el Danubi amb el mar Negre en el punt més curt abans del Delta, entre Rasova o Cernavodă (Bogaz Köi) i Constanța (Küstendjie), i un ferrocarril paral·lel. El projecte austríac, però, va ser rebutjat per la Porta otomana. Diplomàtics i diaris occidentals van acusar el govern rus que, mitjançant suborns i intimidacions, va determinar que els funcionaris otomans rebutgessin la proposta de la companyia de Szechenyi. El 1839, Széchenyi va obtenir l'aprovació dels seus governs i els otomà per garantir el transport de mercaderies i persones sense arribar a Sulina mitjançant un transbordament a terra ferma. Carros i autocars van fer un viatge de 7 a 8 hores des de Cernavodă fins a Constanța, on gent i mercaderies embarcaven en altres vaixells cap a Istanbul. L'empresa va ser abandonada després de 4 anys a causa de la no rendibilitat a causa del baix nombre de passatgers, l'alt cost del transport i les males condicions d'abordatge a la rada no apta del port de Constanța.
En el seu lloc, es va establir una nova ruta Brăila–Istanbul. Tanmateix, el 1844, la profunditat de la branca de Sulina havia disminuït a 7-9 peus, de 13 a 14 peus el 1836, a causa de la manca de dragatge per part de les autoritats russes que controlaven el pas. El govern austríac va fer un nou intent de tallar un canal, enviant l'enginyer militar coronel baró Karl von Bigaro a explorar el terreny. Però la idea va haver de ser abandonada de nou per un problema tècnic, en primer lloc per la inadequació del port de Constanța per al gran comerç internacional.
El 1850, l'erudit moldau Ion Ionescu de la Brad va proposar un altre projecte, recolzat per Ion Ghica i pel diplomàtic escocès David Urquhart, secretari de l'ambaixada del Regne Unit a l'Imperi Otomà. Ghica va pressionar el projecte de Brad a Ahmed Vefik, que va donar una resposta negativa per por de provocar Rússia.
La Guerra de Crimea de 1854–1856 va afegir una dimensió militar i estratègica a aquest pla. Els aliats britànics i francesos van desembarcar a Varna l'estiu de 1854, seguit de la retirada de les tropes russes de Valàquia i Moldàvia i l'avenç de les otomanes i austríaques. El 1855, el govern francès va presentar una iniciativa, i els otomans la van aprovar, per a la solució més barata: construir una carretera estratègica entre Cernavodă i Constanța. L'enginyer Charles Lalanne es va encarregar d'aquestes obres, que van començar a l'estiu de 1855 i que es van acabar a finals d'any. Segons el diari Zimbrul de Iași, l'obra va ser realitzada per 300 homes físicament forts de caràcter moderat seleccionats a Moldàvia i Valàquia.
La construcció de la carretera no va eliminar, però, la necessitat d'un canal, i el govern austríac va renovar els seus esforços per persuadir. Segons Gazeta de Transilvania el juliol de 1855, el baró Karl Ludwig von Bruck, ministre de Finances austríac, va fundar una societat anònima per construir el canal desitjat. Segons un article a Zimbrul del 23 de juliol de 1855, el projecte interessava a Gran Bretanya, l'Imperi Francès i l'Imperi Austríac, que demanaven al govern otomà que assignés la concessió del canal i l'adequació del port de Constanța a un consorci sota la direcció dels tres països. Els otomans havien d'arrendar una llegua de terra a cada costat del canal durant 99 anys, on es poguessin establir colons. Les mercaderies havien de viatjar lliurement, i els vaixells havien de pagar només un impost per tona, molt més baix que el del ramal de Sulina. Segons el diari Steaua Dunării del 24 de gener de 1856, el soldà va emetre una firma al consorci anglo-francès-austríac Wilson–Morny–Breda, representat per Forbes Campbell, autoritzant-lo a construir el canal que s'anomenaria Abdul Medjid. Els 12 articles de la Llei de concessió es van publicar a Bukurester Deutsche Zeitung.
Els plans de construcció del canal van prendre un gir diferent amb la signatura del Tractat de París el 30 de març de 1856, que va posar fi a la guerra. Rússia va cedir les desembocadures del Danubi als otomans i el sud de Bessaràbia (organitzada darrerament com els comtats de Cahul, Bolgrad i Ismail) al seu vassall, Moldàvia. Es va restaurar la llibertat de navegació internacional pel Danubi; es van cancel·lar els impostos de pas, es van simplificar les normes policials i de quarantena; i es va establir la Comissió Europea del Danubi, amb representants de set potències: Gran Bretanya, França, Àustria, Rússia, l'Imperi Otomà, el Regne de Prússia i el Regne de Sardenya. La comissió s'encarregava de netejar les desembocadures del Danubi dels dipòsits del riu i, quan fos necessari, de netejar les barreres naturals, amb l'objectiu de garantir les bones condicions per a la navegació. L'efecte va ser que Àustria, Gran Bretanya i França van canviar la seva actitud davant el projecte d'un canal Danubi-Mar Negre. El diari Zimbrul va anunciar el 25 de maig de 1856 que el pla de construcció del canal estava abandonat; en canvi, s'havia de construir una línia de ferrocarril entre Cernavodă i Constanța. Després de dos anys i mig de construcció, la línia es va inaugurar el 4 d'octubre de 1860. Després de l'obertura de la línia, les mercaderies es van transportar de forma fàcil i econòmica des de Constanța per ferrocarril, de manera que els plans per a un canal es van tornar a abandonar.
Com que els Principats Units romanesos de Moldàvia i Valàquia (1859) van romandre formalment vassalls otomans i, a més, Dobruja era directament administrada pels otomans, la idea de construir el canal no interessava aleshores als romanesos. Però després de la guerra russo-turca de 1877-1878, Romania va adquirir la independència formal, va tornar a perdre el sud de Bessaràbia davant Rússia, però va guanyar Dobruja. La idea de construir un canal es va convertir en una qüestió nacional, que podria promoure el comerç internacional de Romania. Tanmateix, en els anys següents el desenvolupament del comerç es va concentrar principalment al canal de Sulina. Un altre projecte va ser en conseqüència rebutjat pel rei Carol I després de consultes amb Grigore Antipa. Durant la Primera Guerra Mundial, les autoritats austrohongareses que van participar en l'ocupació del sud de Romania van proposar un canal de Cernavodă a Constanța, passant per Murfatlar, dels quals 10 milles entre Cernavodă i Murfatlar serien en un túnel i la resta de 27 milles serien a la intempèrie.
El 1927, l'enginyer romanès Jean Stoenescu-Dunăre va redactar un nou conjunt de plans. Després, a causa de la Gran Depressió, la Segona Guerra Mundial i les agitacions polítiques a Romania (vegeu Romania durant la Segona Guerra Mundial), la construcció no va començar fins al 1949, després de l'establiment del règim comunista romanès.

### Primer intent (1949-1953)

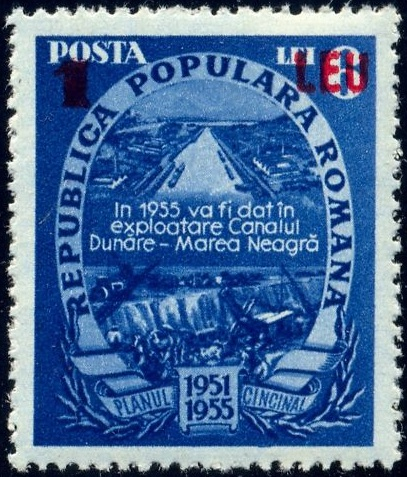
Segell postal de 1951 (sobreimprès el 1952 després de la reforma monetària) que anunciava que el canal estaria llest el 1955

La idea d'iniciar la construcció del canal Danubi-Mar Negre sembla haver estat suggerida al líder romanès Gheorghe Gheorghiu-Dej pel líder soviètic Joseph Stalin durant una visita al Kremlin de Moscou el 1948. El cap de personal de Gheorghiu-Dej va declarar que Stalin va indicar el canal com un mitjà per desfer-se dels camperols rics i dels anomenats " enemics del poble " i va prometre suport a les autoritats per identificar les persones hostils al règim i per subministrament d'equips de construcció per al canal. També va afirmar que Gheorghiu-Dej no estava convençut per les recomanacions de Stalin, sospitant que el canal era en realitat part de l'estratègia d'expansió de la Unió Soviètica. Des de llavors, s'ha descobert que la iniciativa de Stalin es basava en un estudi secret, encarregat entre 1947 i 1948, que recomanava la construcció d'una base submarina soviètica al port de Midia, que era adequada per la seva proximitat al Bòsfor i per les roques. fundació.
El 25 de maig de 1949, al Politburó del Comitè Central del Partit dels Treballadors de Romania se li va presentar un informe de Gheorghiu-Dej sobre la construcció projectada d'un canal que unís el Danubi i el Mar Negre i sobre el desenvolupament econòmic i cultural del veí. zona. Estimant que aquesta important construcció era un component important de la construcció del socialisme a Romania, el Politburó va recomanar que el projecte fos sotmès al Consell de Ministres per a l'aprovació de l'inici immediat dels treballs preparatoris per a la construcció del canal. El mateix dia Gheorghiu-Dej, aleshores vicepresident primer del Consell de Ministres, va presentar la seva proposta al consell, presidit per Petru Groza, que la va aprovar immediatament. En un discurs pronunciat el 22 d'agost de 1949, Ana Pauker va elogiar la construcció del canal afirmant que "estem construint el canal sense la burgesia i contra la burgesia". Es van instal·lar pancartes amb aquest lema a totes les obres del canal.
L'octubre de 1949, les autoritats van establir una Direcció General per supervisar tant les obres com les instal·lacions penals, responent directament a la direcció nacional. El seu primer cap va ser Gheorghe Hossu, un antic mecànic i tractorista que havia estat ascendit a primer secretari del Partit dels Treballadors Romanesos al comtat de Tulcea i administrador de la Pesca de l'Estat. Va ser substituït l'any 1951 per Meyer Grünberg, al seu torn substituït per Mihail Povstanschi amb el nom de Vasile Posteucă, que va ocupar el càrrec de 1952 a 1953. Segons l'historiador Adrian Cioroianu, tots tres estaven insuficientment entrenats per a la tasca que havien de complir. L'any 1952, la Direcció va passar sota la supervisió directa del Ministeri de l'Interior, i la Securitate va permetre la intervenció directa en el lloc de construcció.
El 18 de juliol de 1953 el projecte es va aturar discretament (segons algunes fonts, el tancament havia estat ordenat pel mateix Stalin, ja l'any 1952). A partir de 1959, part de les obres construïdes entre 1949 i 1953 es van destinar al complex de regadiu Mircea Vodă, posteriorment desenvolupat en el regadiu Carasu, mentre que una altra part de les excavacions es va capitalitzar durant la construcció del ramal nord del canal, 30 anys. més tard.
Els camps de presons van sorgir al llarg de la ruta del canal projectada l'estiu de 1949 i ràpidament es van omplir de presoners portats de presons de tot el país. A aquestes primeres arribades aviat s'hi van sumar persones acabades de detenir que van ser enviades al canal en nombre cada cop més gran. El 1950 els camps de treballs forçats instal·lats al llarg del canal previst es van omplir al màxim; Només aquell any es van retenir fins a 15.000 presoners en aquells camps. L'any 1952, més del 80% de la plantilla del canal estava formada per detinguts. El 1953, el nombre de presoners havia augmentat fins a 20.193, encara que estimacions més antigues afirmaven xifres de fins a 60.000 (altres estimacions afirmaven 100.000 o 40.000 per a tot el període). L'historiador britànic i professor de la Universitat de Nova York Tony Judt va valorar al seu llibre Postwar: A History of Europe Since 1945, que, en total, un milió de romanesos havien estat empresonats a diverses presons i camps de treball, inclosos els que es trobaven al camí del canal.
L'esforç de construcció va superar els recursos disponibles per a l'economia romanesa als anys cinquanta. Al canal se li va assignar maquinària inferior, part de la qual ja s'havia utilitzat al canal soviètic Volga-Don, i la construcció va haver de basar-se en tècniques primitives (la majoria dels treballs sembla que s'havien dut a terme amb pales i pics, que era especialment dur al terreny rocós de la Dobrudja Septentrional). Els detinguts eren assignats a brigades, generalment dirigides per delinqüents comuns, a les quals se'ls animava a utilitzar la violència contra els seus subordinats. Paral·lelament, la industrialització de la regió, destinada a col·laborar en l'esforç de construcció, no es va dur a terme mai.
Les sumes destinades a la salut, la higiene i l'alimentació dels presos van disminuir dràsticament al llarg dels anys. Les racions de menjar es van reduir al mínim i els presoners sovint recorrerien a caçar ratolins i altres animals petits, o fins i tot consumir herba per intentar complementar la seva dieta.
A partir de l'estiu de 1949, el comandant de les tropes de seguretat del Canal era el tinent coronel Augustin Albon. Segons l'informe de 2006 de la Comissió Tismăneanu, Albon va utilitzar mètodes de tortura contra els detinguts i va matar personalment molts d'ells. Altres agents de seguretat que utilitzaven mètodes sovint cruels i mortals amb els presoners van ser el tinent major Liviu Borcea, al Camp de Midia; el capità Petre Burghișan, als camps de Galeș i Peninsula; el tinent Chirion a Península; capità Nicolae Doicaru, director de la Direcció Regional de la Securitate de Constanța; i el sergent Grigore Ion Iliescu.
Els presoners eren camperols desposseïts que havien intentat resistir la col·lectivització, antics activistes del Partit Nacional Camperol, el Partit Nacional Liberal, el Partit Socialdemòcrata Romanès i la Guàrdia de Ferro feixista, jueus sionistes, així com sacerdots ortodoxos i catòlics. El canal va ser conegut com el "cementiri de la burgesia romanesa" per les autoritats comunistes, i l'eliminació física de les classes socials indesitjables era un dels seus objectius més significatius.
Segons Marius Oprea, la taxa de mortalitat entre els presos polítics al canal era extremadament elevada; per exemple, a l'hivern de 1951–52, hi havia entre un i tres detinguts que morien cada dia al campament de Poarta Albă, a prop del poble de Galeșu. La Comissió Presidencial per a l'Estudi de la Dictadura Comunista a Romania va presentar una estimació de diversos milers de morts entre els presos polítics utilitzats en el projecte, significativament superior a les 656 registrades oficialment per un informe oficial de 1968. La periodista Anne Applebaum havia afirmat anteriorment que més de 200.000 havien mort en la seva construcció, com a resultat de l'exposició, equips insegurs, desnutrició, accidents, tuberculosi i altres malalties, excés de treball, etc., mentre que l'analista polític Vladimir Socor havia estimat que el nombre de morts era "considerablement superior a 10.000". Com a tal, el projecte va passar a ser conegut com The Death Canal (Canalul Morții). També s'ha anomenat "una fossa d'immens patiment i mortalitat humana".

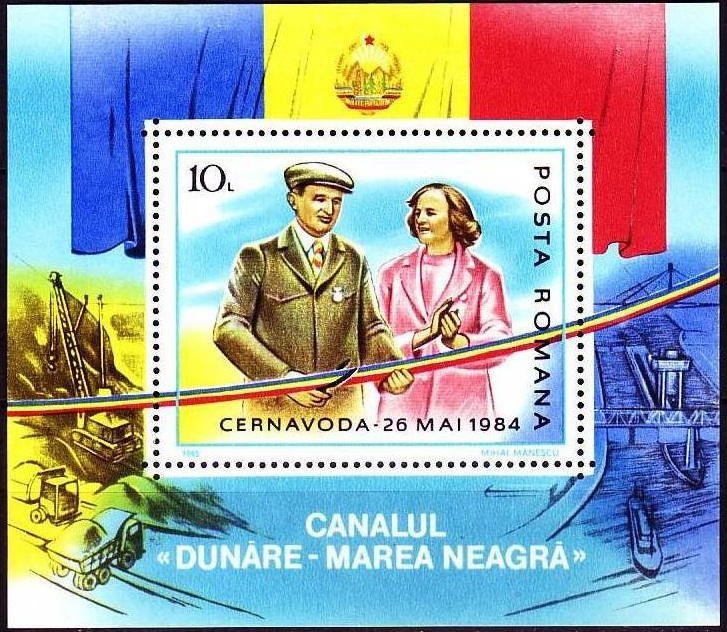
Full de segell de 1985 que mostra Nicolae i Elena Ceaușescu inaugurant el canal

Paral·lelament, les autoritats van deixar de banda sectors d'ocupació per als treballadors qualificats, mantinguts en estricte aïllament de tots els altres, van ser atrets pel lloc amb sous excepcionals (més de 5.000 lei mensuals), així com per als joves incorporats a la Exèrcit romanès i els fitxers del qual indicaven "orígens insalubres" (un origen familiar de classe mitjana). El seu nombre va fluctuar molt (els empleats habituals van passar de 13.200 el 1950 a 15.000 el 1951, a tan sols 7.000 a principis de 1952 i de nou a 12.500 més tard aquell any). Al mateix temps, les instal·lacions destinades a donar cabuda a l'afluència de mà d'obra prevista (incloses les cases disponibles a crèdit) mai es van completar. Això va passar per alt per la màquina de propaganda, que en canvi proporcionava històries stakhanovistes, segons les quals les quotes de treball es van superar fins a un 170%. Les autoritats també van afirmar que el lloc de construcció oferia formació a treballadors abans no qualificats (fins a 10.000 en un comunicat oficial).
Després de l'aturada de les obres, l'any 1953, els camps del canal van romandre en funcionament un any més, i els seus presoners es van traslladar progressivament a condicions similars en altres llocs de treball de la Dobruja del Nord. Les instal·lacions penals del lloc del canal es van tancar a mitjans de 1954.

#### Judici
La culpa dels treballs debilitants i infructuosos es va acabar imposant a un grup de presumptes conspiradors, que van ser acusats en un judici espectacle a finals de 1952 per acusacions falses d'espionatge, frau i sabotatge. La investigació va ser orquestrada per Iosif Chișinevschi.
Tres persones van ser executades (el motorista Nichita Dumitrescu, i els enginyers Aurel Rozei-Rozenberg i Nicolae Vasilescu-Colorado); altres van ser empresonats per diverses condicions. Els acusats d'un segon grup, al voltant de l'enginyer Gheorghe Crăciun, van ser condemnats a diverses penes dures (incloses tres cadena perpètua). La tortura va ser aplicada per un equip de la Securitate dirigit per Alexandru Nicolschi, com a mitjà per obtenir confessions forçades.

### Construcció (1973–1987)
El juny de 1973, el projecte, amb un disseny completament nou, va ser reiniciat per Nicolae Ceaușescu, que anteriorment havia ordenat la rehabilitació de persones condemnades en el judici de 1952, i que pretenia retirar el Baix Danubi. del control soviètic (que havia estat establert per la Conferència del Danubi de 1948). A la propaganda oficial, on ja no s'esmentava el precedent de la dècada de 1950, el canal s'anomenava la Carretera Blava (Magistrala Albastră).
El dissenyador general de les obres del canal navegable i del Port de Constanța Sud va ser l'Institut de Disseny de Transports per Carretera, Aigua i Aeri (IPTANA) de Bucarest, mentre que l'Institut d'Estudis i Disseny Hidroelèctric (ISPH) va dissenyar les obres per a la Àrees del Danubi i Cernavodă. Es va introduir al lloc maquinària nova i gran, produïda a Romania. El braç sud es va completar el maig de 1984, i el braç nord es va inaugurar l'octubre de 1987.
El cost de la construcció del canal s'estima en uns 2.000 milions de dòlars, i s'havia de recuperar en 50 anys. Tanmateix, a partir de l'any 2005, només té uns ingressos anuals de poc més de 3 milions d'euros.
El 2018, més de 32,9 milions de tones de càrrega es van transportar pel canal Danubi-Mar Negre (un augment del 4,7% en comparació amb l'any anterior).

## En l'art
Durant gran part de la dècada de 1950, el Canal Danubi-mar Negra es va celebrar a agitprop la literatura (en particular, en Geo Bogza '1950 reportatge Începutul epopeii s,' El principi de l'èpica ', i en Petru Dumitriu ' s tambor fără Pulbere, "sense pols Road"), música (el poema simfònic de Leon Klepper Dunărea se varsă în mare, "The Danube Flows to the Sea"), i pel·lícula del 1951 de Ion Bostan (Canalul Dunăre-Marea Neagră, o construcció a păcii – "El canal Danubi-Mar Negre, una construcció de pau"). Durant la dècada de 1980, la cançó "Magistrala Albastră" ("The Blue Freeway"), interpretada per Dan Spătaru i Mirabela Dauer i utilitzant el Canal com a escenari, s'emetia amb freqüència en contextos oficials i semioficials.
Durant el període de liberalització anterior a les Tesis de juliol, la literatura va poder fer diverses referències a la història penitenciària del Canal. Alguns exemples inclouen Cel mai iubit dintre pământeni de Marin Preda i, molt probablement, Principele d'Eugen Barbu (mitjançant una al·legoria, ambientada durant les regles fanariotes del segle xviii). El 1973–1974, Ion Cârja, un antic presoner, va escriure un llibre titulat Canalul morții ("El canal de la mort") detallant els seus sofriments durant l'empresonament; es va publicar per primera vegada a Romania l'any 1993, després de la Revolució de 1989. A la novel·la de 2005 de György Dragomán, El rei blanc, ambientada a la Romania dels anys vuitanta, el pare d'un nen d'11 anys és deportat a un camp de treball per treballar al canal Danubi-Mar Negre.